# Dacnophora discreta
Dacnophora discreta är en tvåvingeart som beskrevs av Borgmeier 1961. Dacnophora discreta ingår i släktet Dacnophora och familjen puckelflugor. Inga underarter finns listade i Catalogue of Life.